# 伊能津
伊能津（いのうしん）は、日本のイラストレーターである。

## 概要
電撃ホビーマガジンの連載コーナー「鉄道むすめPickUP」のキャラクターデザインを担当していた。主なキャラクターの大半を描いている。同誌休刊後も鉄道むすめ公式ウェブサイト上の「鉄道むすめPickUpWEB」において引き続きキャラクターデザインを担当している。

## 作品
- 鉄道むすめ - キャラクターデザイン (2013年 - )
- ラブライブ!シリーズ - 公式イラストレーター